# Alexander Cockburn
Alexander Claud Cockburn (6 de junho de 1941 -  21 de julho de 2012) foi um jornalista político estadunidense de origem escocesa. Cockburn nasceu na Escócia mas desde 1972 residiu e trabalhou nos EUA. Juntamente com Jeffrey St. Clair, ele editou o jornal político CounterPunch, escreveu em colunas para os jornais The Nation, Los Angeles Times e The First Post.

## Livros
- Incompatibles (1967) (co-editado com Robin Blackburn)
- Student Power (1969) (co-editado com Robin Blackburn)
- Idle Passion: Chess and the Dance of Death (1975)
- Smoke: Another Jimmy Carter Adventure (1978) (com James Ridgeway)
- Political Ecology (1979) (co-editado com James Ridgeway)
- Corruptions of Empire (1988) ISBN 0-86091-940-4
- The Fate of the Forest: Developers, Destroyers and Defenders of the Amazon (1989) (com Susanna Hecht) ISBN 0-06-097322-6
- The Golden Age Is in Us: Journeys and Encounters (1995) ISBN 0-86091-664-2
- Washington Babylon (1995) (com Ken Silverstein) ISBN 1-85984-092-2
- Whiteout: The CIA, Drugs and the Press (1998) (com Jeffrey St. Clair) ISBN 1-85984-258-5
- 5 Days That Shook The World: The Battle for Seattle and Beyond (2000) (co-editado com Jeffrey St. Clair) ISBN 1-85984-779-X
- Al Gore: A User's Manual (2000) (com Jeffrey St. Clair) ISBN 1-85984-803-6
- CounterPunch: The Journalism That Rediscovers America (2002) (co-editado com Jeffrey St. Clair) ISBN 1-85984-455-3
- The Politics of Anti-Semitism (2003) (co-editado com Jeffrey St. Clair) ISBN 1-902593-77-4
- Serpents in the Garden (2004) (co-editado com Jeffrey St. Clair) ISBN 1-902593-94-4
- Imperial Crusades (2004) (co-editado com Jeffrey St. Clair) ISBN 1-84467-506-8
- Dime's Worth of Difference (2004) (co-editado com Jeffrey St. Clair) ISBN 1-904859-03-8
- End Times: Death of the Fourth Estate (2006) (com Jeffrey St. Clair